# Georges Rutten
Georges Rutten, Père Ceslas en religion, né à Termonde, le 10 août 1875 et mort à Bruxelles, le 26 mai 1952 est un prêtre dominicain, un syndicaliste et un homme politique belge.

## Éléments biographiques
Georges Rutten est né le 10 août 1875 à Termonde où son père, Joannes Cornelis Rutten originaire de Bilzen dans le Limbourg, est secrétaire communal. Sa mère, Maria Philipina Horta est née à Gand dans une famille francophone. Elle est la sœur de Victor Horta. Il effectue des humanités classiques au collège de la Sainte Vierge à Termonde où il reçoit les enseignements de l'abbé Adolf Daens. La famille de Georges Rutten déjà préoccupée par la condition des ouvriers de fabrique et cet enseignement le pousseront à entreprendre en rhétorique et de sa propre initiative, une étude sur la situation des travailleurs de sa région.
En 1890, après ses humanités, il entame un noviciat chez les Dominicains à La Sarte à Huy. Il prononce ses vœux religieux l'année suivante et prend le prénom de Ceslas. Dérogation rarissime, il obtient de son Ordre de pouvoir effectuer des études en Sciences politiques et sociales à l'Université catholique de Louvain. Il est séduit par l'approche sociologique de son professeur, Victor Brants lui-même inspiré par les travaux du Français Frédéric Le Play,.
Il rédige un mémoire de fin d'études qui porte pour titre : Nos grèves houillères et l'action socialiste qu'il conclut en insistant sur le caractère impérieux de la mise en place d'un syndicat catholique. Il en fera son cheval de bataille et son apostolat sacerdotal pour lutter contre la déchristianisation du milieu ouvrier séduit par les thèses du socialisme.
Au sortir de ses études, il se forme à la philosophie et à la théologie. Son ordination se déroule le 23 janvier 1893. Sa formation terminée, il intègre le couvent de Gand en 1900.
Au côté d'Arthur Verhaegen, de Gustave Eylenbosch, de René Debruyne et avec l'accord de son ordre, il devient l'une des chevilles ouvrières de l'action sociale. En août 1904, il co-fonde avec René Debruyne le Secrétariat général des Unions professionnelles chrétiennes. En 1905, pour contrer les dissensions catholiques internes, il publie : Pourquoi nous voulons des syndicats chrétiens tant les conservateurs catholiques n'entendent pas voir remis en question l'ordre social établi par des idées progressistes, syndicalistes. Désormais secrétaire général des Unions professionnelles chrétiennes, il dispose de l'appui d'Antoine Stillemans et du futur Cardinal Désiré-Joseph Mercier alors archevêque de Malines. Une fois cardinal, en 1907, afin de d'appuyer le déploiement du syndicat chrétien, il nommera des directeurs régionaux aux œuvres sociales dans tout l'archidiocèse.
De jeunes prêtres comme Frans Van den Heuvel, Joseph Cardijn, Floris Prims, Jan Belpaire, Achiel Logghe, Octave Misonne ou René Van Haudenard, plus ouvert à l'encyclique Rerum novarum marque leur intérêt pour la mission que s'est assignée Georges Rutten. À leur intention, il publie en 1911 un Petit manuel d'Études sociales qui sera leur Ite missa est faisant d'eux des ambassadeurs du mouvement.
En 1909, lors du Congrès des Œuvres Catholiques, Georges Rutten tente d'écarter la Ligue démocratique belge d'Arthur Verhaegen. Son souhait étant de créer un mouvement davantage centralisé échappant aux clivages traditionnels conservateur ou démocrate pour pouvoir rallier une base la plus large possible. Dans cette optique il émet un distinguo net entre l'action politique d'une part et l'action sociale d'autre part. Son souhait est de créer un Bureau central de l'action sociale, superordonnant face à tout clivage politique de manière à pouvoir fédérer largement les fédérations professionnelles, les femmes, la petite bourgeoisie, les paysans.

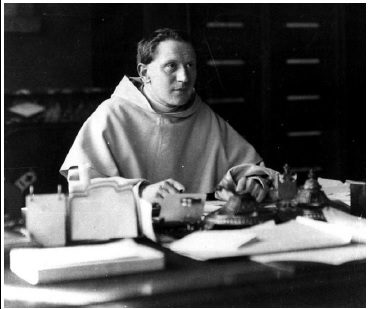
Le père Rutten, le 1 janvier 1915.

À l'aube du premier conflit mondial, Georges Rutten est le secrétaire général de la Confédération des syndicats chrétiens (CSC) qui compte désormais plus de 100 000 membres.
En avril 1915, le cardinal Mercier le mandate pour aller chercher des fonds pour les
œuvres scolaires et sociales au Canada et aux États-Unis. Il critique violemment la politique menée par l'Allemagne si bien qu'il ne peut rentrer en Belgique et reste cantonné au Havre où il fonde une antenne de la CSC. Le Cardinal Mercier intercède auprès de l'occupant et obtient la possibilité d'un retour de Georges Rutten qui s'établit à Bruxelles en décembre 1916.
Ce fut le début d'une intense activité toujours guidée par son souhait de voir éclore un Bureau central de l'action sociale catholique. En avril 1917, Georges Rutten est nommé directeur diocésain des œuvres sociales de l'archidiocèse de Malines. Il prend part au Comité national de secours et d’alimentation et y noue des relations avec de nombreuses personnes comme Émile Francqui ou Léon Delacroix qui seront décisives après guerre.
Après guerre, il bénéficie d'une importante notoriété. Il publie en 1918 son Programme social des syndiqués chrétiens et milite pour un mouvement ouvrier chrétien fort.
Lors des Élections législatives de 1919, les socialistes sont plébiscités. Les succès engrangés à cette époque seront mitigés. En juin 1919, le père Rutten crée deux publications quotidiennes : De Volksmacht dont les éditions cesseront rapidement faute de moyen et Le Démocrate qui paraitra jusqu'en 1922. Les activités éditoriales se maintiennent cependant à travers le Secrétariat Général en assurant la responsabilité politique et spirituelle
du Tijd, journal flamand créé par la CSC en 1922 et, à partir de 1920, il reprend la publication du mensuel De Gids op maatschappelijk gebied, dont la parution avait été interrompue durant la guerre.
Des tensions voient le jour lorsque l'abbé Louis Colens fonde une Ligue nationale des travailleurs chrétiens qui se veut résolument laïque. Sa mouvance va alors perdre de son influence, ce qui signera l'entrée en politique de Georges Rutten.
Invité à participer au premier Congrès des catholiques polonais de 1921, il y accompagne deux amis d'université Valentin Brifaut et le baron Henri de Trannoy.
Le 27 décembre 1921, il est coopté comme sénateur comme le permet la toute récente réforme de la Constitution belge afin de pouvoir intégrer au sénat des experts issus de la société civile. Il délaisse à cette époque ses précédentes préoccupations sans les abandonner complètement pour entrer pleinement en politique. Il porte plusieurs projets de lois.
En 1925, il fonde un couvent au Zoute dont il devient le supérieur.
En 1930, il publie un Manuel d'études et d'action sociales à l'usage du jeune clergé qui est préfacé par le cardinal Van Roey. Il enseigne cette même matière au Grand séminaire de Malines.
Dès 1921, le père Rutten prône pour un retour des femmes au sein de leur foyer. Il entretient des relations amicales avec des militantes chrétienne comme Louise Van den Plas et Maria Baers pour lesquelles la possibilité de rester au foyer devrait être un droit. En 1934, il est le promoteur d'un projet de loi controversé par lequel il entendait restreindre l'accès à un emploi salarié pour les femmes mariées. Avec Cyrille Van Overbergh et Paul Segers, co-signataires, il dépose le projet de loi au Sénat, le 13 février 1934 visant à limiter le travail salarié de la femme mariée dans les usines, les ateliers, sur les chantiers et dans les bureaux. La proposition « fait l'effet d'une bombe ». Elle s'attaque en effet à l'accès des femmes dans la fonction publique ou le secteur des travaux de bureau. En revanche, elle ne concerne pas les fonctions ancillaires ou ouvrières. L'objectif avoué est la défense des familles et la restauration morale. Elle s'inscrit dans une mouvance qui a déjà vu la promulgation d'arrêtés royaux visant à résorber le chômage masculin en limitant l'accès à certaines fonctions aux femmes mariées ou aux étrangers. Le père Rutten se défend de vouloir porter atteinte à la liberté du travail. Il écrit:
« La liberté qui consiste à permettre à la femme mariée de négliger son devoir fondamental de gardienne du foyer et d’éducatrice des enfants est une liberté nuisible au bien commun de la société qui est le patrimoine de tous les citoyens. C’est aux représentants de la nation qu’il incombe de monter la garde autour de ce patrimoine sacré. »
Face au tollé dans les rangs des laïques, le projet n'aboutit pas mais il influencera l'arrêté du 8 décembre 1934 introduisant un contingentement dans chaque branche de l'industrie, basé sur le pourcentage de femmes mariées et non mariées en vue du remplacement éventuel des excédents par des chômeurs involontaires.
Durant la Seconde Guerre mondiale, il renoue avec son militantisme syndicaliste chrétien et contribue à la mise en place d'un syndicat flamand que l'occupant voulait unique : l'Union des travailleurs manuels et intellectuels (UTMI). Il tente, en vain, de rallier les chrétiens wallons sous la bannière de l'UTMI. Avec l'appui du cardinal Van Roey, il tente ensuite de restaurer cette unité.
Après guerre, sa santé chancelle et il est contraint de renoncer à son mandat de sénateur en 1946. Il est ensuite contraint de garder la chambre. Il meurt, le 26 mai 1952.

## Médaille
Jos L. Dirick fut l'auteur d'une médaille à son effigie en 1932.

## Archives

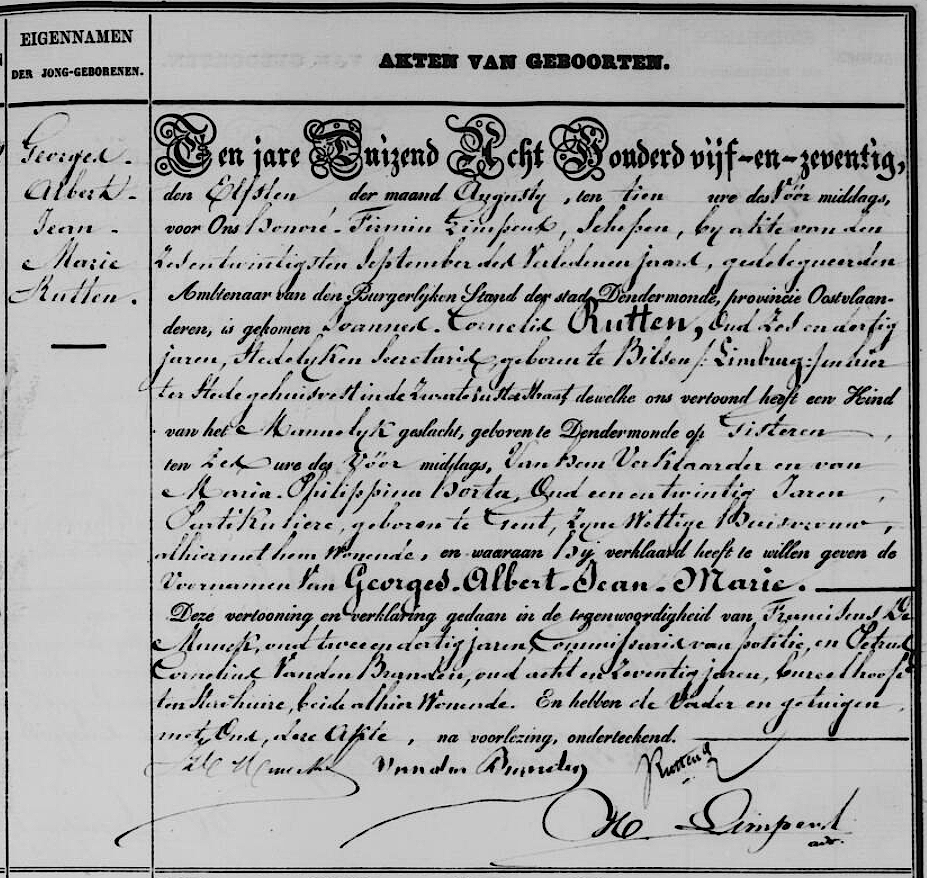
Acte de naissance de Georges Rutten (État civil de Dendermonde - 11 août 1875)